# Tyti
Đừng nhầm lẫn với Tiy, thứ phi của pharaon Ramesses III
Tyti là một Chính thất Vương hậu của pharaon Ramesses III và là mẹ của pharaon kế vị Ramesses IV thuộc Vương triều thứ 20 trong thời kỳ Ai Cập cổ đại.

## Vị trí trong vương triều
Dựa theo những dòng văn tự khắc trên tường mộ QV52, Tyti mang các danh hiệu sau: "Con gái của Nhà vua, Chị em gái của Nhà vua, Thân mẫu của Nhà vua, Chính thất Vương hậu". Điều đó cho thấy, Tyti phải có xuất thân từ vương thất, tuy nhiên không thấy đề cập đến người cha-chồng-con trai của bà.
Trước đó, một giả thuyết đặt Tyti vào giai đoạn cuối của Vương triều thứ 20, cho rằng bà là con gái của Ramesses IX, vợ của Ramesses X, và mẹ của Ramesses XI. Tuy nhiên, cuộn giấy cói mã hiệu BM EA 10052 có thuật lại lời thú tội của những tên cướp đã đột nhập vào lăng mộ của Tyti, là vương hậu của vua Usermaatre-miamun (tên ngai của Ramesses III).
Đồng thời, các nhà Ai Cập học sau đó đã cung cấp những bằng chứng rằng kiểu cách trang trí ngôi mộ QV52 của Tyti lại tương đồng với KV11 của Ramesses III, cũng như của một số vương tử con ông. Một giả thuyết đặt ra cho rằng Tyti có thể là con gái hoặc là vợ của Ramesses III. Nếu Tyti là con gái của pharaon Setnakhte, tức chị em với Ramesses III, điều này sẽ hoàn toàn phù hợp với việc bà mang cả hai tước hiệu Con gái của Nhà vua và Chị em gái của Nhà vua, đặt trong mối quan hệ hôn nhân với Ramesses III.
Do Ramesses VI đã được xác định là con của bà hậu khác là Iset Ta-Hemdjert, nên Tyti có thể là mẹ của Ramesses IV và Ramesses VIII. Xét rằng Ramesses VIII chỉ trị vì trong một thời gian ngắn chưa trọn một năm, thì ông khó có khả năng hoàn thành việc trang trí cho lăng mộ QV52 này, do đó chỉ còn Ramesses IV phù hợp là con của Tyti. Ngoài ra, Amunherkhepeshef (một hoàng tử khác cùng tên với Ramesses VI), được chôn cất tại mộ QV55, mang danh hiệu Con trai của Nữ tư tế, Mẫu thần, Chính thất Vương hậu (không đề cập tên của vương hậu nào) gần như trùng khớp hoàn toàn với các tước hiệu của Tyti, nên khả năng cao rằng vương tử này cũng là con trai của Tyti.
Việc đánh giá trở nên phức tạp do sự thiếu hụt các tư liệu ghi rõ tên của các vương hậu trong thời trị vì của Ramesses III. Các hình ảnh khắc họa một chính thất của ông tại Medinet Habu đều không kèm theo khung cartouche của người đó. Thực tế, cả Iset lẫn Tyti đều sống đến khi các con trai của họ lên ngôi, thể hiện qua việc cả hai đều mang danh hiệu Thân mẫu của Nhà vua trong các ngôi mộ của họ, cho thấy Ramesses III có lẽ đã mô phỏng quy chế của Ramesses II, hình mẫu của ông khi đó, có ít nhất hai vị Chính hậu cùng lúc trong hậu cung.
Ngoài Amunherkhepeshef, hai vương tử Khaemwaset và Meryamun, lần lượt là chủ nhân của hai ngôi mộ QV44 và QV53, cũng có những kiểu thức trang trí khá giống với của QV52, nên hai người này cũng được một số nhà nghiên cứu cho là con của Tyti.

## Lăng mộ QV52

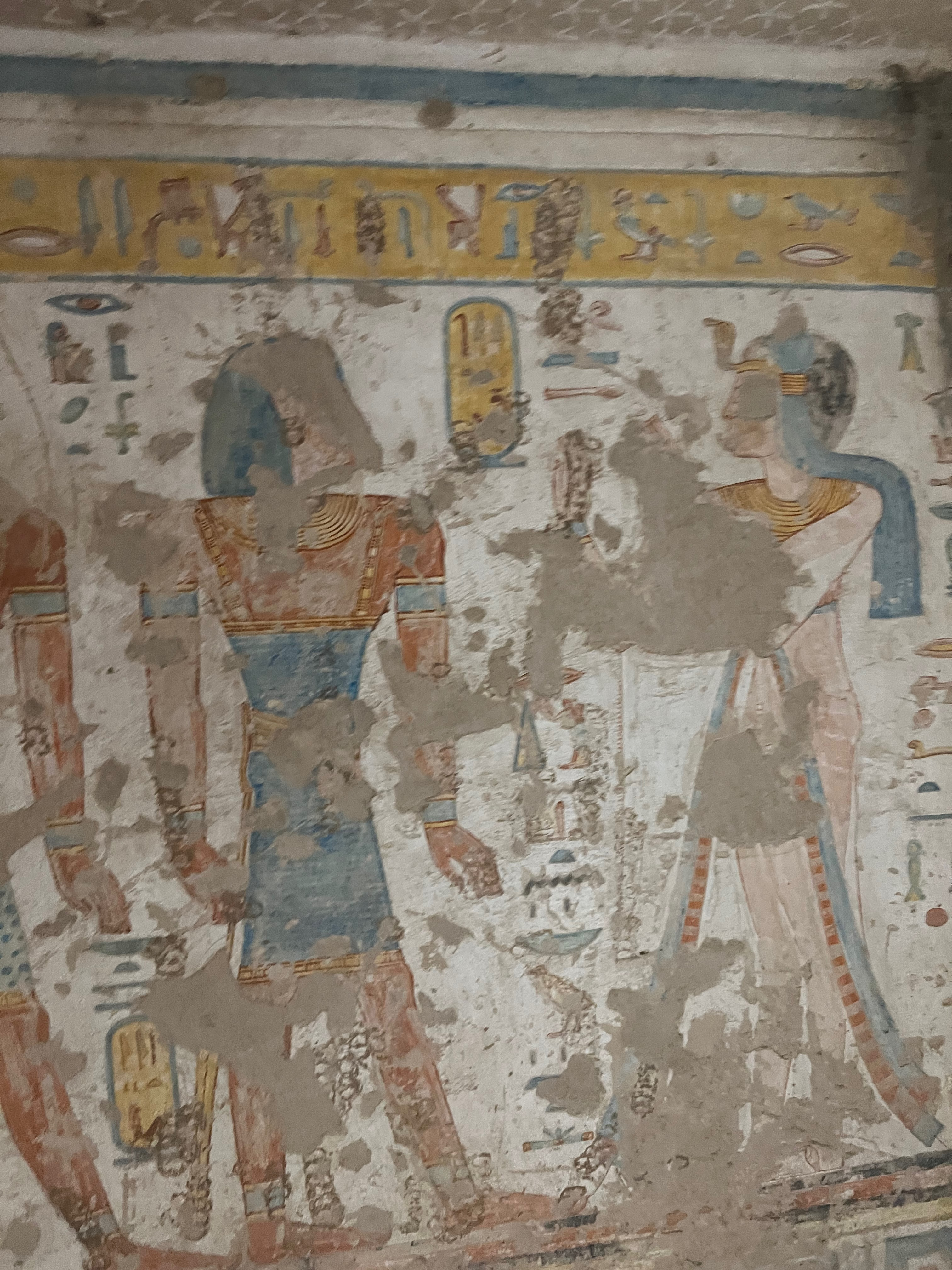
Tyti (phải) lắc sistrum trước một vị thần (QV52)

Từ lối vào, hành lang dẫn đến một phòng ngoài, với bích họa mô tả Tyti đang lắc sistrum trước thần Mặt trời, hành động liên kết bà với nữ thần Hathor. Ngoài ra, trên tường phòng còn trang trí hình ảnh các vị thần như Atum, Horus, Ptah cùng hai nữ thần Isis & Nephthys. Sâu vào trong là đến phòng đặt quách, tuy nhiên quách đã vỡ nát do những tên trộm mộ gây ra. Phòng này được trang trí hình ảnh các vị thần bảo hộ, trong đó có hai chiếc thuyền của thần Mặt trời (thuyền ban ngày và thuyền ban đêm) tượng trưng cho hành trình tái sinh linh hồn. Ba phía tường còn lại của phòng đặt quách nối với 3 phòng phụ, chủ yếu khắc họa khung cảnh của cõi âm Duat. Trong đó, phòng phụ bên phải (nhìn từ cửa vào phòng đặt quách) có mô tả Tyti trong trang phục một nam tư tế. Phòng phụ bên trái có một hố lớn xuyên nền, có thể đào từ thời kỳ Chuyển tiếp thứ Ba. Hơn 150 mảnh vỡ từ các vật tùy táng lễ được tìm thấy trong hố đó, như cỗ quách, rương hòm...